# 提格雷马列主义联盟
提格雷马列主义联盟是一个已不存在的埃塞俄比亚共产主义政党，它曾在提格雷人民解放阵线中扮演了领导角色。该党成立时，提格雷人民解放阵线的大多数领导人都加入该党，包括后来的埃塞俄比亚总理梅莱斯·泽纳维。
它作为“建党筹备组织”成立于1983年，当时取名为先锋分子组织。1985年7月25日，它的正式成立大会在瓦里河谷地召开，并改名为提格雷马列主义联盟，自我定位为提格雷人民解放阵线中的“先锋党”。该党一直处于半公开状态。
提格雷马列主义联盟把自己定位为正统马克思列宁主义的捍卫者并追随阿尔巴尼亚领导人恩维尔·霍查的政治路线，奉行霍查主义意识形态。该党宣称将“从事反对所有种类的修正主义的艰苦斗争”，并沿用阿尔巴尼亚劳动党的论调，将赫鲁晓夫主义、铁托主义、托洛茨基主义、欧洲共产主义和毛主义定义为“修正主义”。但是，该党与阿尔巴尼亚劳动党从未有过直接联系。
1991年，提格雷人民解放阵线领导的埃塞俄比亚人民革命民主阵线掌权后，提格雷人民解放阵线领导层宣布解散提格雷马列主义联盟。